# Bršlenovica
Bršlenovica este o localitate din comuna Lukovica, Slovenia, cu o populație de 22 de locuitori.